# Jan Lodewijk Pierson jr.
Jan Lodewijk (Boy/Bob) Pierson jr. (Baarn, 12 oktober 1893 – Les Monts-de-Corsier, 10 maart 1979) was een Nederlandse japanoloog, dichter, schrijver en publicist. Hij was lid van de familie Pierson en de zoon van Jan Lodewijk Pierson sr., een Amsterdamse bankier, en een kleinzoon van Allard Pierson.

## Jonge jaren
Boy Pierson was het zesde van zeven kinderen en groeide in grote weelde op in villa Uytenbosch in Baarn. Een bundeltje met zijn verzen verzen toonde hij aan Lodewijk van Deyssel, die bevriend was met zijn vader, maar het leidde niet tot publicatie. Hij doorliep de HBS in Hilversum en was reserveofficier bij de artillerie tijdens de Eerste Wereldoorlog. In die tijd schreef hij poëzie en experimenteel decadentistisch proza, gepubliceerd onder het pseudoniem J.L. Gregory, ontleend aan de naam van zijn overgrootvader. Zijn literaire publicaties leidden niet tot een doorbraak als dichter. 

## Japanoloog
Pierson verbleef begin jaren twintig enige tijd in Japan. Tijdens zijn studie aan de Universiteit Leiden in de Japanse taal- en letterkunde publiceerde hij in 1926 een woordenboek met 10.000 Chinese en Japanse karakters. In 1929 promoveerde hij op het proefschrift The Manyôsú (Manyoshu), een vertaling van achtse-eeuwse Japanse poëzie. In totaal publiceerde hij in zijn leven achttien delen vertaalde en geannoteerde  oude Japanse dichtkunst. Ook schreef hij Japan als wachter der beschaving en Poging om te komen tot een grondslag voor een vergelijkende grammatica. In 1930 werd hij in Utrecht benoemd tot bijzonder hoogleraar en bleef daar werkzaam tot 1933. Artikelen van zijn hand verschenen in tijdschriften als Transactions of the Aciatic Society of Japan (T.A.S.J.), Acta Orientalia, Monumenta Nipponica en de Indische Gids. Pierson maakte veel Europese reizen en bezocht Afrikaanse landen als Libië, Tunis, Algiers en Egypte.

## Fascisme
Pierson trouwde in 1923 met de schrijfster Lucie Marie Franssen (1878-1959), die onder het pseudoniem Ellen Forest en Lucie de Gerardu een aantal romans schreef. Haar roman Yuki San. Modern meisjesleven in Japan verscheen in meerdere vertalingen. Ook vertaalde zij een viertal Italiaanse boeken over Benito Mussolini, met wie zij en haar man sinds 1928 bevriend waren. De Piersons bewoonden Huize 'Mukashi' (Mukashi=lang geleden) aan de Tafelbergweg in Laren.
Vanaf het einde van de jaren twintig waren Pierson en zijn vrouw overtuigde aanhangers van het fascisme. In 1930 werden hij en zijn vrouw lid van het fascistische Verbond van Nationalisten, en in 1931 van het Nieuw Verbond van Nationalisten, geleid door de Utrechtse hoogleraar Egyptologie H.P. Blok, met wie zij bevriend waren. Vanaf het voorjaar van 1932 probeerde Pierson een grotere eenheid tussen de fascistische groepjes tot stand te brengen, waarbij hij onder anderen samenwerkte met Anton Mussert, leider van de NSB. Dit streven mislukte; half 1934 was duidelijk dat de NSB als enige levensvatbare fascistische partij was overgebleven. In de tweede helft van de jaren dertig stonden de Piersons zeer dicht bij de NSB, zonder er overigens lid van te worden.
Na het uitbreken van de Tweede Wereldoorlog in september 1939 publiceerde Pierson twee artikelen in het NSB-weekblad Volk en Vaderland waarin hij Engeland volledig verantwoordelijk stelde voor de oorlog en de Duitse aanval op Polen verdedigde. Op grond hiervan werden hij en zijn vrouw op 10 mei 1940 gearresteerd. Gedurende de meidagen zaten zij vast in Hoorn, een lot dat zij deelden met honderden NSB'ers en Duitsers. 
Na de bevrijding werd een onderzoek tegen de Piersons ingesteld in het kader van de bijzondere rechtspleging. In 1947 respectievelijk 1948 werden zij definitief buiten vervolging gesteld. In een naoorlogse publicatie viel Pierson de burgemeester van Laren fel aan, omdat die zijns inziens verantwoordelijk was geweest voor de gevangenzetting van zijn vrouw en hem. 

## Naoorlogs
Na de dood van zijn eerste vrouw in 1959 trouwde Pierson in 1962 met Cornelia Bernardina Maria Leers (1918-1998) in Les Monts-de-Corsier-sur-Vevey in Zwitserland waar hij tot aan zijn dood woonde.
- Digitale Bibliotheek voor de Nederlandse Letteren: pier011
- Gemeinsame Normdatei: 172319374
- International Standard Name Identifier: 0000 0003 5724 4789
- Library of Congress Control Number: n87807214
- Nationale Bibliotheek van Israël: 987007272242405171
- Nederlandse Thesaurus van Auteursnamen: 071839690
- Système universitaire de documentation: 075906805
- Virtual International Authority File: 196756657
- WorldCat: E39PBJyRwBC89w8y7Qkr6tv4MP

 Portaal: Fascisme en nationaalsocialisme in Nederland · Fascisme · Nationaalsocialisme